# Ladislav Urban (politik)
Ladislav Urban (* 9. ledna 1945) je český politik, počátkem 21. století poslanec Poslanecké sněmovny za KSČM.

## Biografie
Ve volbách v roce 2002 byl zvolen do poslanecké sněmovny za KSČM (volební obvod Plzeňský kraj). Byl členem sněmovního hospodářského výboru. Ve sněmovně setrval do voleb v roce 2006.
V komunálních volbách roku 1994, komunálních volbách roku 1998 a komunálních volbách roku 2002 neúspěšně kandidoval do zastupitelstva města Kdyně za KSČM. Profesně se k roku 1998 uvádí jako politický pracovník, k roku 2002 coby poslanec. V komunálních volbách roku 2006 pak byl zvolen do zastupitelstva města Domažlice za KSČM. Profesně se uvádí jako politický pracovník.
Zastává funkci předsedy Krajského výboru KSČM v Plzeňském kraji. Po krajských volbách roku 2012 se podílel na dojednání koalice ČSSD a KSČM v Plzeňském kraji.